# Cuadrilla de Vitoria
Cuadrilla de Vitoria (bask. Gasteizko Kuadrilla) – comarca w Hiszpanii, w Kraju Basków, w prowincji Álava. Jej siedzibą jest Vitoria-Gasteiz. Jej powierzchnia wynosi 277 km². W 1840 roku z jej części utworzono comarkę Cuadrilla de Añana.

## Podział administracyjny
Comarca Cuadrilla de Vitoria składa się z jednej gminy i 65 miejscowości.